# أنطونيو اندروز
أنطونيو اندروز (بالإنجليزية: Antonio Andrews)‏ هو لاعب كرة قدم أمريكية أمريكي، ولد في 15 أكتوبر 1991 في إنتربرايز في الولايات المتحدة.

## وصلات خارجية
- أنطونيو اندروز على موقع مرجع كرة القدم المحترفة.كوم (الإنجليزية)
- أنطونيو اندروز على موقع كلية كرة القدم في سبورتس رفرنس.كوم (الإنجليزية)